# Дымянковые (триба)
Дымя́нковые (лат. Fumarieae) — триба двудольных цветковых растений, входящая в подсемейство Дымянковые (Fumarioideae) семейства Маковые (Papaveraceae).

## Характеристика
Цветки обычно зигоморфные, реже дисимметричные. Два или один внешних лепестка со шпорцем, внутренние лепестки нередко сросшиеся. Тычинки собраны в две группы.

## Представители
- Corydalinae Endl., 1839 — Хохлатковые
  - Adlumia Raf. ex DC., 1821 — Адлумия
  - Capnoides Mill., 1754
  - Corydalis DC., 1805, nom. cons. — Хохлатка
  - Dactylicapnos Wall., 1826
  - Dicentra Bernh., 1833, nom. cons. — Дицентра
  - Ehrendorferia T.Fukuhara & Lidén, 1997, nom. nov.
  - Ichtyoselmis Lidén & T.Fukuhara, 1997, nom. nov.
  - Lamprocapnos Endl., 1850
- Fumariinae Lidén, 1986 — Дымянковые
  - Ceratocapnos Durieu, 1844
  - Cryptocapnos Rech.f., 1968
  - Cysticapnos Mill., 1754
  - Discocapnos Cham. & Schltdl., 1826
  - Fumaria L., 1753 — Дымянка
  - Fumariola Korsh., 1898
  - Platycapnos (DC.) Bernh., 1833
  - Pseudofumaria Medik., 1789
  - Rupicapnos Pomel, 1860
  - Sarcocapnos DC., 1821
  - Trigonocapnos Schltr., 1899